# قناة كيل

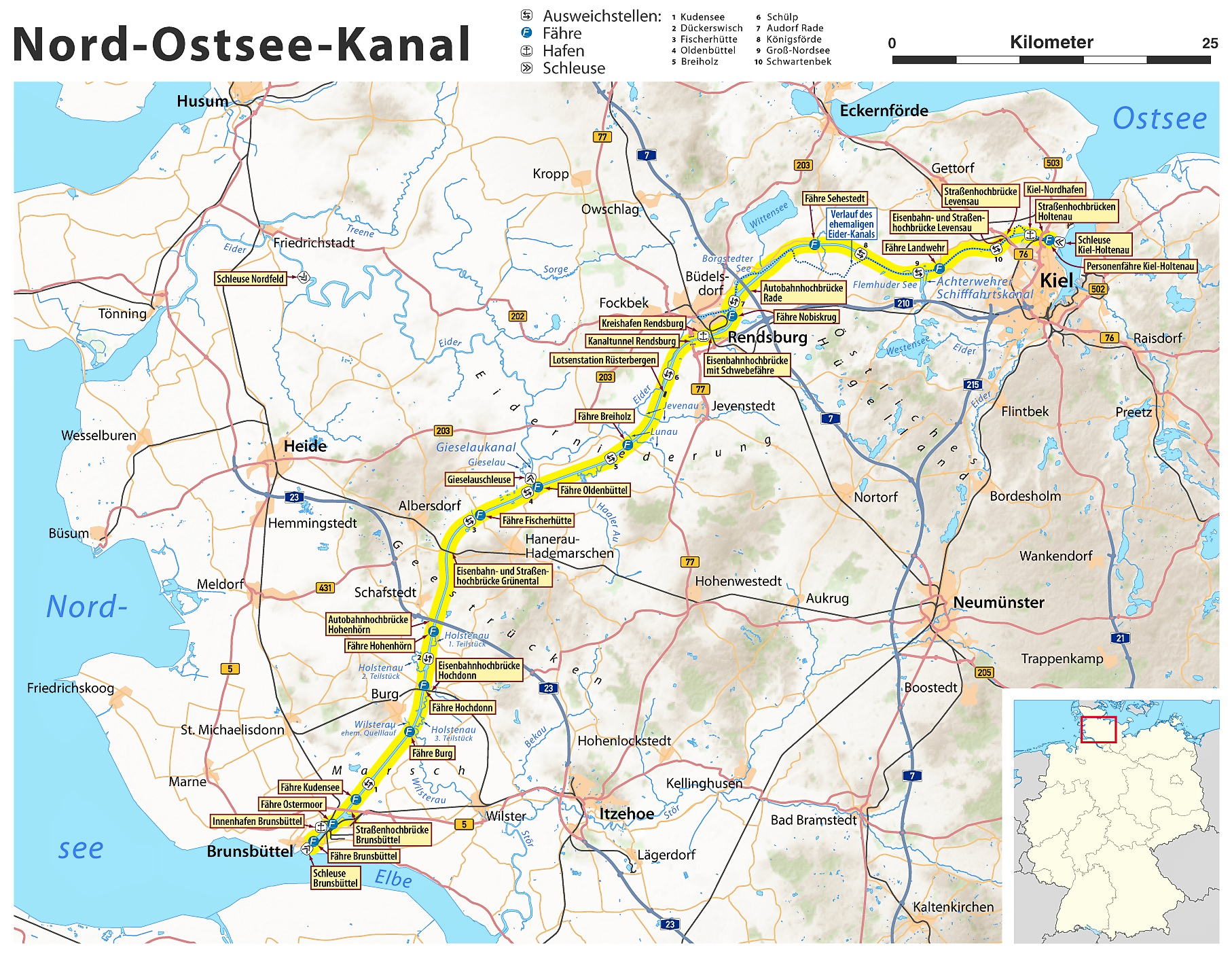
خريطة الجزء الشمالي من ألمانيا.

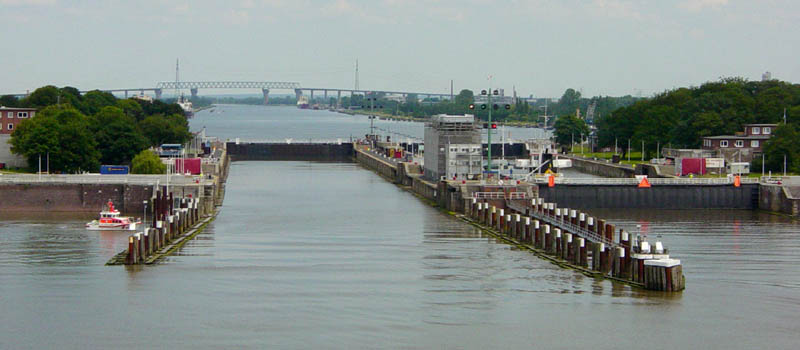
قنال كيل

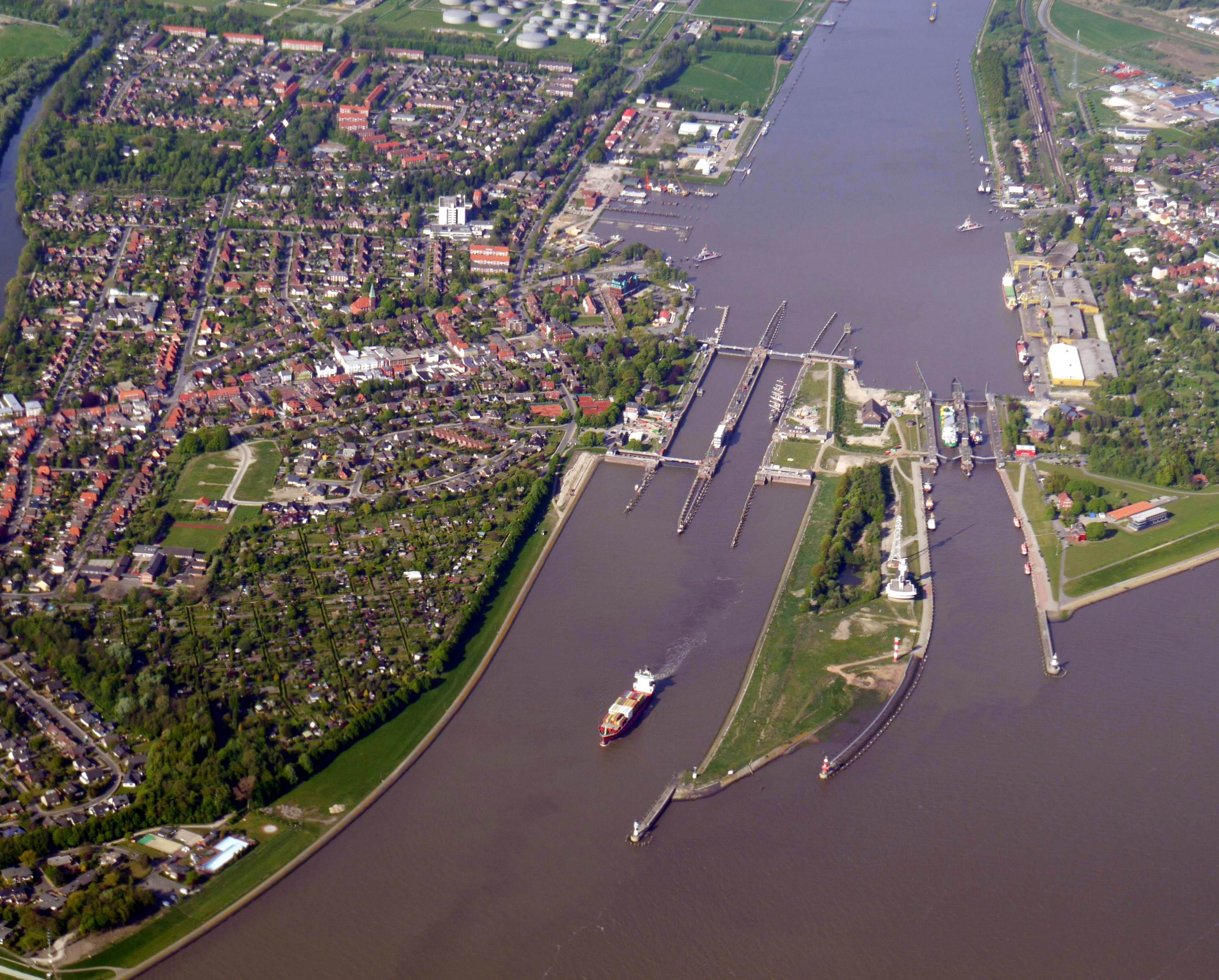
صورة من الطائرة للأهوسة عند مخرج برونسبوتيل.

قناة كيل (بالألمانية: Nord-Ostsee-Kanal) هي قناة يبلغ طولها 98 كيلومتر تربط بين بحر الشمال وبحر البلطيق. تسمح القناة باختصار مسافة 519 كيلومتر.
تم الانتهاء منها في سنة 1784 وكان يبلغ طولها عندئذ 43 كيلومتر وعرضها 29 متر وعمقها 3 أمتار. كانت تلك المواصفات لا تسمح إلا بعبور الباخرات التي لا يتجاوز وزنها 300 طن.
أرادت البحرية الألمانية الربط بين قاعدتها في بحر البلطيق مع قاعدتها في بحر الشمال دون الاضطرار للالتفاف حول الدنمارك فتقرر بناء قناة جديدة.
بدأت أعمال بناء القناة الجدية في 1887. استمر العمل مدة ثمان سنوات وشارك فيها حوالي 9000 رجل . افتتحت رسميا من قبل القيصر فيلهلم الثاني. ازداد النشاط في القناة فتم تكبير منطقة تقاطع البواخر.
بعد الحرب العالمية الأولى قررت معاهدة فيرساي فتح القناة للملاحة الدولية ولكن بقيت القناة تحت السيطرة الألمانية ولكن هتلر ألغى الملاحة الدولية سنة 1936.
بعد انتهاء الحرب العالمية الثانية أعيد فتحها مجددا للملاحة الدولية.

## وصلات خارجية
- الموقع الرسمي. نسخة محفوظة 8 يونيو 2003 على موقع واي باك مشين.

- Nord-Ostsee-Kanal bei Wasserstraßen- und Schifffahrtsamt Kiel-Holtenau
- Touristische Arbeitsgemeinschaft NOK
- Kostenverordnungen
  - Verordnung über die Befahrungsabgaben auf dem Nord-Ostsee-Kanal (NOKBefAbgV)
  - Verordnung über die Entgelte der Kanalsteurer auf dem Nord-Ostsee-Kanal (Kanalsteurertarifverordnung)
  - Verordnung über die Tarifordnung für die Seelotsreviere (Lotstarifverordnung – LTV) – Lotsabgaben und Lotsgelder

- Nina Schliebitz (1996). "Kapitel XV: Der Nord-Ostsee-Kanal". CAU. مؤرشف من الأصل في 2011-03-18. اطلع عليه بتاريخ 2013-03-14.

## اقرأ أيضا
- قناة السويس
- قناة بنما
- هويس رافع لونيبورغ
- قناة إلبلاج